# 上田剛彦のなにわ音楽ハツラツ団
『上田剛彦のなにわ音楽ハツラツ団』（うえだたけひこのなにわおんがくハツラツだん）は、2022年4月2日から2023年7月1日まで朝日放送ラジオで毎週土曜日の夕方（基本として17:00 - 17:55）に放送されていた音楽番組。上田剛彦（朝日放送テレビアナウンサー）が、ラジオでは『上田剛彦のミュージック・バイキング』の終了（2012年9月29日）以来9年振りにレギュラーで担当していた冠番組でもある。

## 概要
2021年度の下半期に古川昌希（上田の後輩アナウンサー）がパーソナリティを務めていた『古川音座衛門』から、基本の放送枠を継承。東京都の出身ながら、1999年に朝日放送（当時）へ入社したことを機に関西地方（主に大阪府内）で暮らしている上田が、自身の関西生活を振り返りながら、「今振り返ってとかえって新鮮に感じる」という楽曲を紹介していた。
上田は、朝日放送テレビで2010年4月から『おはよう朝日土曜日です』の総合司会や『キャスト』の最終メインキャスターをレギュラーで務めた後に、『キャスト』の終了を受けてラジオパーソナリティとしての活動を再開。放送週によっては、土曜日の早朝に『サクサク土曜日　中邨雄二です』（先輩アナウンサーの中邨雄二がパーソナリティを務める生ワイド番組）内の「ABCニュース」などへ出演してから、当番組の生放送に臨むこともあった。
通年番組として編成されていたが、年度上半期（4 - 9月）で阪神タイガースのデーゲームを『ABCフレッシュアップベースボール』として中継する場合には、中継の延長に応じて放送時間の短縮か全編休止の措置を講じることがあった。デーゲーム中継のない週の土曜日の午後に編成されていた『感度良好!中野涼子です』の放送枠を、2023年の7月改編で当番組の時間帯へ移動することを受けて放送を終了。